# Fantoft stavkirke
Fantoft stavkirke er en stavkirke i Fana bydel i Bergen. Den er en rekonstruktion af den forrige kirke som nedbrændte i 1992.
Kirken blev oprindeligt bygget omkring år 1150 og stod i Fortun i Sogn, men blev flyttet og genopbygget i Fantoft i 1883. Arbejdet blev ledet af konservator Anders Lorange. Han overvågede arbejdet, da kirken blev taget ned og ført med båd til Bergen. Der blev brugt tømmer fra Sogn og foruden Lorange var Joakim Mathiesen arkitekt. Kirken var da blevet forandret en del i tidens løb og havde fået et nyt kor, og et vesttårn fra 1600-tallet. Men i forbindelse med flytningen blev alle senere tilføjelser udeladt og kirken rekonstrueret som man mente den havde se ud oprindeligt. De manglende dele blev bygget i det, som man mente, var den oprindelige stil, som set på andre norske stavkirker, specielt med Borgund stavkirke som model.
Den 6. juni 1992 nedbrændte det meste af kirken. Det eneste tilbageværende var resterne af skelettet uden nogen bæreevne. Mistænkt i sagen var Varg Vikernes. Det blev straks besluttet at en ny stavkirke skulle genopbygges. Senere brændte også en garage som man opbevarede dele af kirken som var blevet reddet under branden.
Genopbygningen blev en udfordring for bygmester og tømrer eftersom der ikke var blevet bygget stavkirker i Norge i mange hundrede år, og de nødvendige byggekundskaber var beskedne. De fleste bygningsdele blev også lavet på stedet efter opmålinger og eksisterende tegninger.
Den rekonstruerede kirke var færdig til indvielse i 1997. Dette var en identisk kopi af den kirke som var brændt. Tømmeret til genopbygningen blev hentet fra Kaupanger, krucifikset i koret er udskåret af Sven Valevatn og malet af Solrun Nes. Det var kun få ting fra den oprindelige kirke der kunne genbruges efter branden, men ønskestenen, muligvis et relikvie, som nu findes i den ene væg samt korset er fra den nu nedbrændte kirke. Vægmalerierne var det derimod ikke muligt at genbruge eller få rekonstrueret til som de så ud før branden.
Udenfor kirken står et stenkors fra Tjora på Sola. Korset som står udenfor Bergen Museum stammer også derfra.